# Mistrzostwa Świata w Strzelectwie 1952
Mistrzostwa Świata w Strzelectwie 1952 – 35. edycja mistrzostw świata w strzelectwie. Odbyły się one w norweskim Oslo na kilka tygodni przed rozpoczęciem Letnich Igrzysk Olimpijskich 1952.
Rozegrano 30 konkurencji (w których medalistami byli wyłącznie mężczyźni). Najwięcej medali zdobył Szwajcar Robert Bürchler (10). W klasyfikacji medalowej zwyciężyła reprezentacja Stanów Zjednoczonych z 8 złotymi, 3 srebrnymi i 7 brązowymi medalami. Gospodarze (Norwegia) zajęli w tymże zestawieniu trzecie miejsce. Pierwsze krążki mistrzostw świata zdobyły reprezentacje Meksyku i Rumunii; Polacy na podium tych mistrzostw nie stawali.

## Klasyfikacja medalowa
Gospodarze mistrzostw
| Pozycja | Kraj              | Złoto | Srebro | Brąz | Łącznie |
| ------- | ----------------- | ----- | ------ | ---- | ------- |
| 1       | Stany Zjednoczone | 8     | 3      | 7    | 18      |
| 2       | Szwajcaria        | 7     | 6      | 4    | 17      |
| 3       | Norwegia          | 6     | 4      | 4    | 14      |
| 4       | Szwecja           | 5     | 8      | 6    | 19      |
| 5       | Finlandia         | 3     | 5      | 4    | 12      |
| 6       | Argentyna         | 1     | 0      | 2    | 3       |
| 7       | Dania             | 0     | 1      | 0    | 1       |
| 7       | Królestwo Egiptu  | 0     | 1      | 0    | 1       |
| 7       | Kanada            | 0     | 1      | 0    | 1       |
| 7       | Rumunia           | 0     | 1      | 0    | 1       |
| 11      | Meksyk            | 0     | 0      | 1    | 1       |
| 11      | RFN               | 0     | 0      | 1    | 1       |
| 11      | Włochy            | 0     | 0      | 1    | 1       |

## Wyniki
| Konkurencja                                                 | Złoto                                                                                     | Wynik     | Srebro                                                                                | Wynik     | Brąz                                                                                        | Wynik     |
| Karabin małokalibrowy, trzy postawy, 50 m                   | Erling Kongshaug                                                                          | 1164 pkt. | Robert Bürchler                                                                       | 1162 pkt. | Johan Hunæs                                                                                 | 1160 pkt. |
| Karabin małokalibrowy, trzy postawy, 50 m, drużynowo        | Szwajcaria Robert Bürchler Ernst Huber Otto Horber August Hollenstein Ernst Schmid        | 5781 pkt. | Szwecja Uno Berg Holger Erbén Walther Fröstell Kurt Johansson Tage Lindqvist          | 5737 pkt. | Norwegia Mauritz Amundsen Johan Hunæs Erling Kongshaug Halvar Kongsjorden Thore Skredegaard | 5722 pkt. |
| Karabin małokalibrowy leżąc, 50 m                           | Arthur Jackson                                                                            | 400 pkt.  | Uffe Schultz Larsen                                                                   | 399 pkt.  | Arthur Cook                                                                                 | 398 pkt.  |
| Karabin małokalibrowy leżąc, 50 m, drużynowo                | Szwajcaria Robert Bürchler Emil Grünig Otto Horber Ernst Huber Ernst Schmid               | 1984 pkt. | Norwegia Mauritz Amundsen Johan Hunæs Halvar Kongsjorden Odd Sannes Thore Skredegaard | 1979 pkt. | Stany Zjednoczone Arthur Cook Arthur Jackson Emmett Swanson August Westergaard Verle Wright | 1979 pkt. |
| Karabin małokalibrowy klęcząc, 50 m                         | Sven Halinoja                                                                             | 393 pkt.  | Johan Hunæs                                                                           | 392 pkt.  | Emmett Swanson                                                                              | 392 pkt.  |
| Karabin małokalibrowy klęcząc, 50 m, drużynowo              | Szwecja Uno Berg Walther Fröstell Kurt Johansson Tage Lindqvist Carl Wiberg               | 1937 pkt. | Szwajcaria Robert Bürchler Emil Grünig Otto Horber August Hollenstein Ernst Huber     | 1934 pkt. | Norwegia Mauritz Amundsen Johan Hunæs Erling Kongshaug Odd Sannes Thore Skredegaard         | 1927 pkt. |
| Karabin małokalibrowy stojąc, 50 m                          | Erling Kongshaug                                                                          | 382 pkt.  | Max Lenz                                                                              | 378 pkt.  | August Hollenstein                                                                          | 378 pkt.  |
| Karabin małokalibrowy stojąc, 50 m, drużynowo               | Szwajcaria Robert Bürchler Ernst Huber August Hollenstein Max Lenz Ernst Schmid           | 1873 pkt. | Finlandia Pauli Janhonen Kullervo Leskinen Jussi Nordqvist Jorma Taitto Vilho Ylönen  | 1836 pkt. | Szwecja Uno Berg Holger Erbén Walther Fröstell Kurt Johansson Anders Kvissberg              | 1835 pkt. |
| Karabin małokalibrowy leżąc, 50 i 100 m                     | Arthur Jackson                                                                            | 596 pkt.  | Verle Wright                                                                          | 595 pkt.  | Sven Dessle                                                                                 | 594 pkt.  |
| Karabin małokalibrowy leżąc, 50 i 100 m, drużynowo          | Stany Zjednoczone Arthur Cook Arthur Jackson Emmett Swanson Verle Wright                  | 2364 pkt. | Norwegia Mauritz Amundsen Johan Hunæs Thore Skredegaard Odd Sannes                    | 2360 pkt. | Niemcy Walter Gehmann Erich Hotopf Albert Sigl Johann Wagner                                | 2349 pkt. |
| Karabin dowolny, trzy postawy, 300 m                        | August Hollenstein                                                                        | 1123 pkt. | Jorma Taitto                                                                          | 1121 pkt. | Robert Bürchler                                                                             | 1121 pkt. |
| Karabin dowolny, trzy postawy, 300 m, drużynowo             | Szwajcaria Robert Bürchler Emil Grünig August Hollenstein Otto Horber Ernst Huber         | 5540 pkt. | Szwecja Uno Berg Holger Erbén Walther Fröstell Kurt Johansson Tage Lindkvist          | 5489 pkt. | Finlandia Pauli Janhonen Kullervo Leskinen Jussi Nordqvist Jorma Taitto Vilho Ylönen        | 5481 pkt. |
| Karabin dowolny leżąc, 300 m                                | Kullervo Leskinen                                                                         | 392 pkt.  | Jorma Taitto                                                                          | 391 pkt.  | Robert Bürchler                                                                             | 389 pkt.  |
| Karabin dowolny klęcząc, 300 m                              | Vilho Ylönen                                                                              | 381 pkt.  | Robert Bürchler                                                                       | 378 pkt.  | Otto Horber                                                                                 | 378 pkt.  |
| Karabin dowolny stojąc, 300 m                               | Holger Erbén                                                                              | 361 pkt.  | August Hollenstein                                                                    | 359 pkt.  | Jorma Taitto                                                                                | 357 pkt.  |
| Karabin standardowy, trzy postawy, 300 m                    | August Hollenstein                                                                        | 530 pkt.  | Walther Fröstell                                                                      | 528 pkt.  | Arthur Jackson                                                                              | 527 pkt.  |
| Karabin standardowy, trzy postawy, 300 m, drużynowo         | Szwajcaria Robert Bürchler Georg Clavadetscher Emil Grünig August Hollenstein Otto Horber | 2601 pkt. | Szwecja Uno Berg Holger Erbén Walther Fröstell Kurt Johansson Anders Kvissberg        | 2591 pkt. | Norwegia Mauritz Amundsen Lars Ese Halvar Kongsjorden Odd Sannes Øystein Thurmann-Nielsen   | 2579 pkt. |
| Pistolet centralnego zapłonu, 25 m                          | Harry Reeves                                                                              | 579 pkt.  | Walter Walsh                                                                          | 576 pkt.  | Huelet Benner                                                                               | 576 pkt.  |
| Pistolet centralnego zapłonu, 25 m, drużynowo               | Stany Zjednoczone Huelet Benner William McMillan Harry Reeves Walter Walsh                | 2304 pkt. | Szwecja Erik Fagerholm Eric Holmberg Carl Roback Gunnar Schött                        | 2234 pkt. | Meksyk Rafael Bermejo Pedro Aviles José Reyes Carlos Rodríguez                              | 2207 pkt. |
| Pistolet dowolny, 50 m                                      | Torsten Ullman                                                                            | 558 pkt.  | Åke Lindblom                                                                          | 555 pkt.  | Huelet Benner                                                                               | 555 pkt.  |
| Pistolet dowolny, 50 m, drużynowo                           | Szwecja Åke Lindblom Sture Nordlund Hugo Lundkvist Gunnar Schött Torsten Ullman           | 2718 pkt. | Szwajcaria Heinz Ambühl Heinrich Keller Beat Rhyner Rudolf Schnyder Albert Specker    | 2698 pkt. | Finlandia Jussi Hölsö Klaus Lahti Leonard Ravilo OIva Tylli Sven Widnäs                     | 2671 pkt. |
| Pistolet szybkostrzelny, 25 m                               | Huelet Benner                                                                             | 582 pkt.  | Penait Călcâi                                                                         | 581 pkt.  | Carlos Enrique Díaz                                                                         | 581 pkt.  |
| Pistolet szybkostrzelny, 25 m, drużynowo                    | Stany Zjednoczone Huelet Benner Walter Devine William McMillan Harry Reeves               | 2304 pkt. | Finlandia Vaino Heusala Jussi Hölsö Leonard Ravilo Lauri Toikka                       | 2272 pkt. | Argentyna Guillermo Cabral Oscar Cervo Carlos Enrique Díaz Enrique Schack                   | 2264 pkt. |
| Strzelanie do sylwetki jelenia                              |                                                                                           |           |                                                                                       |           |                                                                                             |           |
| Runda pojedyncza do sylwetki jelenia, 100 metrów            | John Larsen                                                                               | 210 pkt.  | Rolf Bergersen                                                                        | 209 pkt.  | Karl Bokman                                                                                 | 209 pkt.  |
| Runda pojedyncza do sylwetki jelenia, 100 metrów, drużynowo | Norwegia Hans Aasnæs Birger Bühring-Andersen Rolf Bergersen John Larsen                   | 805 pkt.  | Szwecja Birger Kockgard Hans Liljedahl Max Mirowsky Olof Sköldberg                    | 797 pkt.  | Finlandia Matti Koskenmies Martti Liuttula Tauno Mäki Yrjö Miettinen                        | 777 pkt.  |
| Runda podwójna do sylwetki jelenia, 100 metrów              | John Larsen                                                                               | 206 pkt.  | Bengt Austrin                                                                         | 201 pkt.  | Karl Bokman                                                                                 | 195 pkt.  |
| Runda podwójna do sylwetki jelenia, 100 metrów, drużynowo   | Norwegia Hans Aasnæs Birger Bühring-Andersen Rolf Bergersen John Larsen                   | 759 pkt.  | Finlandia Matti Koskenmies Martti Liuttula Tauno Mäki Yrjö Miettinen                  | 744 pkt.  | Szwecja Bengt Austrin Birger Kockgard Max Mirowsky Olof Sköldberg                           | 722 pkt.  |
| Strzelanie do rzutków                                       |                                                                                           |           |                                                                                       |           |                                                                                             |           |
| Skeet                                                       | Clarence Edwinson                                                                         | 150 pkt.  | Cecil Jones                                                                           | 149 pkt.  | Charles Michaelis                                                                           | 148 pkt.  |
| Trap                                                        | Pablo Grossi                                                                              | 287 pkt.  | George Genereux                                                                       | 286 pkt.  | Knut Holmqvist                                                                              | 286 pkt.  |
| Trap, drużynowo                                             | Szwecja Knut Alwén Knut Holmqvist Hans Liljedahl Carl Palmstierna                         | 754 pkt.  | Egipt Seifullah Ghaleb Youssef Fares Michel Marabouti Sherif Shahin                   | 746 pkt.  | Włochy Italo Bellini Albino Crocco Adolfo Manfredi Galliano Rossini                         | 743 pkt.  |